# Нефедова Катерина Валеріївна
Катери́на Вале́ріївна Нефе́дова (до шлюбу — Ко́врик; нар. 10 квітня 1988) — українська бандуристка, поетеса, психологиня.

## Життєпис
Катерина Коврик народилася 10 квітня 1988 року у Києві, столиці Української РСР.
У 2004 році — лавреатка Регіонального огляду-конкурсу імені Володимира Кабачка, що проходив у Полтаві (2-га премія).
Із 2005 по 2010 рік — навчалася в Національній музичній академії України, на кафедрі народних інструментів, клас Сергія Баштана. Отримала кваліфікацію «магістр музичного мистецтва», «концертний виконавець (бандура, вокал)».
У 2006 році — лавреатка Міжнародного конкурсу кобзарського мистецтва імені Григорія Китастого (Київ, 2-а премія).
У 2007 році — дипломантка Міжнародного конкурсу виконавців на народних інструментах імені Гната Хоткевича (Харків). 
Із 2009 по 2017 рік — солістка Тріо бандуристок Національної радіокомпанії України.
У 2010 році — отримала ґран-прі Міжнародного конкурсу виконавців на народних інструментах імені Віри Городовської (Москва).
Цього ж року — закінчила Національну музичну академію України, клас Сергія Баштана. 
З 2010 року — репетиторка вокалу, фортепіано.
У 2013 році — закінчила асистентуру-стажування при Національній музичній академії — під керівництвом Сергія Баштана.
Із 2013 по 2015 рік — навчалася в Інституті післядипломної освіти Національного авіаційного університету за спеціальністю «психолог».
Із 2013 по 2014 рік — керівниця центру культурно-дозвіллєвої діяльності Київського університету права Національної академії наук України.
Із 2015 року — психолог благодійного фонду «Повернути в життя». 
Із 2016 року — членкиня Національної спілки письменників України.
Авторка і співведуча передачі «Фольк нон стоп» на 1-му каналі Українського радіо.
У 2020 році — лавреатка Літературно-мистецької премії імені Дмитра Луценка «Осіннє золото» (у складі Тріо бандуристок).
Із 2021 року — Заслужена артистка України.

## Особисте життя
Чоловік — Заслужений діяч естрадного мистецтва України Сергій Нефедов.

## Творчість
У музичному репертуарі — вокальні та інструментальні твори, народні пісні, ліричні та патріотичні композиції. Виступала у штаб-квартирах ООН та ЮНЕСКО. Гастролювала у США, Франції, Польщі, Угорщині, Литві, Хорватії, країнах СНД. 
Учасниця колективів:
- Тріо бандуристок Національної радіокомпанії України
- Оркестр народної та популярної музики Національної радіокомпанії України
- Дует бандуристок «Злата»

У письменницькому доробку — філософська і любовна лірика. Авторка збірок:
- «Ластівка в небі» (2004)
- «Симфонія троянди» (2005)
- «Приречена бути щасливою» (2009)